# Зилка, Крис
Кристофер Майкл Сеттлмайр (англ. Christopher Settlemire; псевдоним — Крис Зилка англ. Chris Zylka; род. 9 мая 1985 года, Уоррен, Огайо, США) — американский актёр и модель, известный по трилогии MTV «Уже можно. Но очень страшно!», а также ролям в сериалах «Тайный круг», «10 причин моей ненависти» и «Социопат».

## Биография
Крис Сеттлмайр родился в городе Уоррен в штате Огайо. Взял девичью фамилию матери Зилка в качестве творческого псевдонима. Среди его предков, кроме прочих, есть украинцы. Учился в Университете Толидо. Работал моделью для «Calvin Klein» и «Diesel».

## Карьера
Карьера Криса началась в 2008 с гостевого появления в сериале «90210: Новое поколение» в роли Джейсона, бывшего возлюбленного Энни Уилсон. Затем Крис получил роль в нескольких эпизодах сериала «Все ненавидят Криса», а также появился в эпизодах сериалов «Ханна Монтана», «Город хищниц» и «Зик и Лютер». Затем актёр снялся в роли Джуои Доннера в сериале «10 причин моей ненависти». Тогда же последовали роли в полнометражных фильмах — телевизионной хоророр-картине «Уже можно. Но очень страшно!» канала MTV и независимом проекте «Мой сексуальный список». Год спустя Зилка снялся в «Уже можно. Но очень страшно! 2», а затем в нашумевшей картине «Ба-бах» Грегга Араки.
В 2011 году Зилка снялся в двух фильмах ужасов о нападениях животных — «Челюсти 3D» и «Пираньи 3DD». В 2012 году сыграл Флеша Томпсона в блокбастере «Новый Человек-паук». С 2011 по 2012 снимался в мистической молодёжной драме «Тайный круг» в роли ведьмака Джейка. В 2012 году получил роль во втором сезоне сериала «Американская история ужасов», но в итоге не смог сняться в роли. В том же году выходит третья часть «Уже можно. Но очень страшно! 3».
В 2013 вновь появился в эпизоде сериала «90210: Новое поколение» в гостевой роли и сериале «Социопат» в роли Тайлера Льюиса. В данный момент снимается в сериале «Оставленные» в роли Тома Гарви.

## Личная жизнь
С января 2012 по сентябрь 2012 встречался с актрисой Люси Хейл.
В апреле 2014 года был помолвлен с моделью Ханной Бет. Пара рассталась в начале 2015 года. Ресурс «BuddyTV» поставил актёра на 19 место в списке «Самых сексуальных актёров телевидения 2011 года».
С апреля 2017 года встречался с Пэрис Хилтон. В ноябре 2018 года расстался с Хилтон, пара отменила свадьбу, которая должна была состояться в начале 2019 года.

## Фильмография

### Кино
| Кино | Кино                             | Кино                                  | Кино                  | Кино |
| Год  | Название                         | В оригинале                           | Роль                  |      |
| ---- | -------------------------------- | ------------------------------------- | --------------------- | ---- |
| 2009 | Мой сексуальный список           | The People I’ve Slept With            | Мистер Красавчик      |      |
| 2010 | Ба-бах                           | Kaboom                                | Тор                   |      |
| 2011 | Челюсти 3D                       | Shark Night 3D                        | Блейк                 |      |
| 2011 | Советы с того света              | Teen Spirit                           | Ника Рэмси            |      |
| 2012 | Пираньи 3DD                      | Piranha 3DD                           | Кайл                  |      |
| 2012 | Новый Человек-паук               | The Amazing Spider-Man                | Флэш Томпсон          |      |
| 2015 | Хватай и беги                    | The Kitchen Sink                      |                       |      |
| 2017 | Послушница                       | Novitiate                             | Чак Харрис            |      |
| 2018 | Смерть и жизнь Джона Ф. Донована | The Death and Life of John F. Donovan | Уилл Джеффорд-младший |      |

### Телевидение
| Телевидение | Телевидение                    | Телевидение                      | Телевидение                   | Телевидение                          |
| Год         | Название                       | В оригинале                      | Обязанности                   | Примечания                           |
| ----------- | ------------------------------ | -------------------------------- | ----------------------------- | ------------------------------------ |
| 2008        | 90210: Новое поколение         | 90210                            | Джейсон                       | эпизод «Games People Play»           |
| 2008-2009   | Все ненавидят Криса            | Everybody Hates Chris            | Футболист / Белый мусульманин | 3 эпизода                            |
| 2009        | Ханна Монтана                  | Hannah Montana                   | Гейб Ламотти                  | 2 эпизода                            |
| 2009        | Город хищниц                   | Cougar Town                      | Би. Джей.                     | эпизод «Pilot»                       |
| 2009        | Уже можно. Но очень страшно!   | My Super Psycho Sweet 16         | Бриг Дженнер                  | телевизионный фильм MTV              |
| 2009        | Зик и Лютер                    | Zeke & Luther                    | Дойс Планк                    | 2 эпизода                            |
| 2009-2010   | 10 причин моей ненависти       | 10 Things I Hate About You       | Джои Доннер                   | 16 эпизодов                          |
| 2010        | Уже можно. Но очень страшно! 2 | My Super Psycho Sweet 16, Part 2 | Бриг Дженнер                  | телевизионный фильм MTV              |
| 2011        | Советы с того света            | Teen Spirit                      | Ник                           | телевизионный фильм                  |
| 2011-2012   | Тайный круг                    | The Secret Circle                | Джейк                         | 17 эпизодов                          |
| 2012        | Уже можно. Но очень страшно! 3 | My Super Psycho Sweet 16, Part 3 | Бриг Дженнер                  | телевизионный фильм MTV              |
| 2013        | Кровавые узы                   | Bloodline                        | Трой Роббинс                  | телевизионный фильм                  |
| 2013        | 90210: Новое поколение         | 90210                            | Джейсон                       | эпизод «We’re Not In Kansas Anymore» |
| 2014        | Социопат                       | Twisted                          | Тайлер Люис                   | 4 эпизода                            |
| 2014        | Оставленные                    | The Leftovers                    | Том Гарви                     |                                      |